# 상징권력
상징권력(象徵勸力, Symbolic Power)는 다양한 차이들의 관계가 차별적인 질서로 바뀌면서 그 차이 중 하나가 정통성의 위치로 올라서면서 나타나는 권력 효과이다. 피에르 부르디외가 처음으로 사용하였다.

## 작동
사회는 질서를 갖춘 공간이고, 이러한 질서는 위계제로 나타난다. 높은 위치의 행위자는 낮은 위치의 행위자를 지배하며, 상징 권력은 위계제의 지배와 권력의 관계이다.
상징권력은 과거의 강압적이고 직접적인 폭력을 동반하지 않고 기존의 질서를 사람들로 하여금 보고 믿게 만들어 신념이 재생산되고 그 안에 복속된 사람들 사이에서 작동한다. 따라서 상징권력은 지배자와 피지배자의 조화와 동의 속에서 형성된다.

## 재생산
위계가 정당한 것으로 오인되고, 새로운 가치의 투입이 차단되며 시간의 흐름에 따라 피지배자가 지배자의 위치로 올라갈 수 있는 상황에서는 기존의 체제와 불필요한 관행이 사라지거나 변화하는 것에 대해 부정적으로 반응하게 되며, 이를 통해 위계나 관행이 공고화된다. 또한 피지배자가 지배자의 위치로 올라가면서 안도감을 느끼고, 자신의 처지와 현실에 만족하면서 안주하게 되고, 이를 통해 상징권력은 재상산된다.

## 같이 보기
- 피에르 부르디외